# Michelle Howard
Michelle Janine Howard, née le 30 avril 1960 sur la March Air Reserve Base (Californie), est un officier de la marine américaine. Elle est la première femme afro-américaine à commander un navire militaire (1999), première femme à devenir officier général de la marine. Elle est ensuite vice-chef des opérations navales (2014-2016), puis dirige l'United States Naval Forces Europe (2016-2017) et l'Allied Joint Force Command Naples (2016-2017).

## Biographie

### Jeunesse et formation
Elle naît à Riverside en Californie, le 30 avril 1960. Elle fait partie d'une famille de militaires.
Elle intègre Académie navale d'Annapolis en 1978. Elle fait alors partie des sept femmes afro-américaines présentes parmi 1363 élèves. Elle est diplômée de la promotion 1982,. En 1998, elle obtient un master's degree d'arts et de sciences militaires délivré par U.S. Army’s Command & General Staff College.

### Carrière
De 1982 à 1985, elle sert à bord du ravitailleur USS Hunley (AS-31) (en) puis de 1985 à 1987 sur l'USS Lexington. En 1990, elle devient chef ingénieur sur l'USS Mount Hood (AE-29) (en). Elle devient premier lieutenant sur l'USS Flint (AE-32) (en) en 1992, officier exécutif (executive officer) sur l'USS Tortuga (LSD-46) (en), et enfin capitaine de l'USS Rushmore. Elle est alors la première femme afro-américaine à occuper cette fonction.
Entre 2004 et 2005, elle commande l'Amphibous Squadron 7. En 2009, elle commande un groupe de combat de la Navy qui sert dans le golfe persique et dans l'océan indien dans le cadre de la lutte contre le terrorisme et de la lutte contre la piraterie. Elle est la première femme afro-américaine à occuper cette fonction. Elle dirige ainsi l'unité spéciale qui supervise l'opération de sauvetage d'un bateau dans le golfe d'Aden,.
En 2014, elle obtient le grade final d'amiral et la fonction de vice-chef des opérations navales.

## Sources
- (en) Cet article est partiellement ou en totalité issu de l’article de Wikipédia en anglais intitulé « Michelle J. Howard » (voir la liste des auteurs).